# Ertaq Ḩājjī
Ertaq Ḩājjī (persiska: ارتق حاجی) är en ort i Iran.   Den ligger i provinsen Golestan, i den norra delen av landet, 400 km öster om huvudstaden Teheran. Ertaq Ḩājjī ligger 48 meter över havet och antalet invånare är 970.
Terrängen runt Ertaq Ḩājjī är huvudsakligen platt, men åt sydost är den kuperad.Runt Ertaq Ḩājjī är det ganska glesbefolkat, med 48 invånare per kvadratkilometer. Närmaste större samhälle är Gonbad-e Kāvūs, 6,0 km norr om Ertaq Ḩājjī. Trakten runt Ertaq Ḩājjī består till största delen av jordbruksmark.